# Ananda (Daoukro)
Pour les articles homonymes, voir Ananda.
Ananda  est une ville située au centre de la Côte d'Ivoire, et appartenant au département de Daoukro, dans la Région du N'zi-Comoé. La localité d'Ananda est un chef-lieu de commune et de sous-préfecture .